# Coleoxestia nitida
Coleoxestia nitida là một loài bọ cánh cứng trong họ Cerambycidae.